# Rašovice (ort i Tjeckien, Södra Mähren)
Rašovice är en ort i Tjeckien. Den ligger i regionen Södra Mähren, i den östra delen av landet, 210 km sydost om huvudstaden Prag. Rašovice ligger 235 meter över havet och antalet invånare är 651.
Terrängen runt Rašovice är platt åt nordväst, men åt sydost är den kuperad. Runt Rašovice är det ganska tätbefolkat, med 62 invånare per kvadratkilometer. Närmaste större samhälle är Vyškov, 17,8 km norr om Rašovice. I omgivningarna runt Rašovice växer i huvudsak blandskog.